# Shaizar

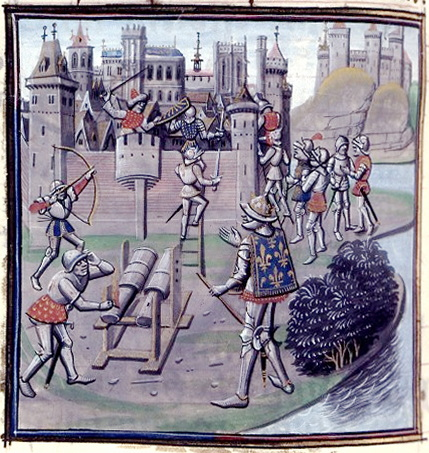
Siège de Shayzar en 1138. Enluminure du XV

Shaizar, Shayzar, ou Chayzar (en arabe : šayzar, شيزر) est une ville et forteresse médiévale en Syrie qui joua un rôle important dans les conflits entre chrétiens et musulmans à l'époque des croisades.
Situé sur l'Oronte entre Hama et Apamée, sur un site stratégique, elle est citée dans les Lettres d'Amarna sous le nom de Senzar ou Sezar. Les Grecs l'appellent Sidzara, puis elle est rebaptisée Larissa par les Séleucides. Les Romains lui rendent son nom et les Byzantins l'appellent Sezer. Les Croisés, avec Guillaume de Tyr parlent de Caesarea (Césarée de Syrie), et la ville est parfois confondue avec l'actuelle Kayseri.

## Géographie
La forteresse est située sur un éperon rocheux qui domine une gorge dans laquelle s'enfonce l'Oronte. Le site de Shayzar est dans la ville actuelle de Maharda, au nord-ouest de Hama, dans la province éponyme.

## Histoire
Shaizar était une ville antique, connue au XIVe siècle av. J.-C. en Égypte sous le nom Senzar ou Sezar dans les Lettres d'Amarna. Pour les Grecs, elle était connue sous le nom Sidzara, mais les Séleucides l'ont rebaptisée Larissa, en référence à la ville de Thessalie de même nom d'où de nombreux colons étaient originaires.
Elle est à nouveau connue sous le nom de Shaizar sous l'Empire romain puis sous le nom Sezer sous l'Empire byzantin.
La ville, prise par les Arabes en 638, leur est disputé par les Byzantins : Nicéphore II Phocas la met à sac en 969, Basile II l'investit en 999. Elle devient un poste avancé de l'empire byzantin, administré par un évêque. L'émir arabe Ali Ibn Mounqidh s'en empare le 19 décembre 1081 et fonde la dynastie des Monqidhites, ou famille des Banu-Munqidh. Les Byzantins échouent à la reprendre malgré plusieurs tentatives.
Pendant les croisades, elle est à la frontière entre la principauté d'Antioche et les Seldjoukides. Le régent d'Antioche Tancrède de Hauteville l'attaque en 1108 et 1110, puis finalement signe un traité avec les Monqidhites. En 1111, Tancrède, Baudouin de Boulogne et Bertrand de Tripoli assiègent la forteresse pendant deux semaines, mais abandonnent après l'intervention de Mawdûd, atabeg de Mossoul. En 1113, après la mort de Ridwan d'Alep, elle est attaquée par les Assassins.
Elle est assiégée le 26 avril 1138 lors d'une campagne commune entre les Francs d’Antioche et les Byzantins de Jean II Comnène, mais Zengi peut lever le siège dès le 21 mai faute d'entente entre les alliés chrétiens.
Le château est détruit par un tremblement de terre en 1157. La ville est immédiatement attaquée et pillée, aussi bien par les Assassins que par les Francs, avant d’être prise par l’armée d’Alep. Nur ad-Din la restaure, mais un autre séisme en 1170, un raid des Korasmiens en 1241 puis l'invasion mongole de 1260 achèvent de la ruiner. Le château actuel est restauré sous les règnes de Baybars et de son successeur Qalâ'ûn.